# Igreja Evangélica Presbiteriana e Reformada no Peru
A Igreja Evangélica Presbiteriana e Reformada no Peru (em espanhol Iglesia Evangélica Presbiteriana y Reformada en el Peru) é uma denominação reformada organizada no Peru a partir da união de duas denominações presbiterianas fundadas por missões escocesas e norte-americanas. 

## História do Presbiterianismo no Peru

### Igreja Evangélica Presbiteriana do Peru
Em 1915 John A. Mackay, missionário da Igreja Livre da Escócia, chegou ao Peru e fundou o Colégio San Andrés Anglo-Peruano. Em 1921 Calvin Mackay, outro missionário escocês, chegou em Lima vindo a mudar-se posteriormente para Cajamarca iniciando ali uma trabalho missionário. Vários trabalhos sociais como na área de saúde, agricultura, artesanato, irrigação e alfabetização foram desenvolvidos pelos missionários no país.
Em 1922 Annie Soper e Gould Rhoda, enfermeiros missionários, professores na Clínica Anglo-Americana foram para Moyobamba onde também desenvolveu-se posteriormente uma igreja presbiteriana.
Somente em 1936 a primeira igreja foi construída com 600 membros. Já em 1963 foi realizada a primeira Assembleia Geral com 5 presbitérios formados e 3.000 membros, usando apenas o espanhol. Esta denominação foi chamada de Igreja Evangélica Presbiteriana do Peru.

### Igreja Presbiteriana Nacional do Peru
Outra igreja presbiteriana foi plantada no Peru em 1936, desta vez por Alonso D. Hitchcock, missionário estadunidense, que posteriormente estiveram na jurisdição da Igreja Presbiteriana Bíblica, na área de Ayacucho. Uma equipe sob a liderança de Homer Emerson, juntamente com Florencio Segura, Simon Izarra, Rafael Yupanqui, Fernando Quicana, e Romulo Saune, empenhou-se na tarefa de traduzir a Bíblia para o quíchua. A igreja realizou sua primeira Assembleia Geral em 1970 e em 1983 tinha aproximadamente 8.000 membros, organizada em 2 sínodos e 11 presbitérios, usando tanto o espanhol quanto o quíchua. Esta denominação foi chamada de Igreja Presbiteriana Nacional do Peru (IPNP).

### Igreja Evangélica Presbiteriana e Reformada no Peru
Na década de 1980 as duas denominações começaram a negociar a unificação, que se deu em Janeiro de 1995.
A igreja resultante da fusão foi chamada de Igreja Evangélica Presbiteriana e Reformada no Peru (IEPRP).
Em 1996, um ano após a fusão, parte dos presbitérios se separou e reconstituiu a Igreja Evangélica Presbiteriana do Peru (IEPP).
No ano de 2004, a IEPRP era formada por cerca de 15.000 membros, em cerca de 20 igrejas e congregações.

## Relações Inter eclesiásticas
A denominação é membro do Conselho Evangélico Nacional do Peru.
A Igreja Evangélica Presbiteriana e Reformada no Peru teve relações de parceria com a Igreja Presbiteriana (EUA). Todavia, na Assembleia Geral de 2015 a igreja decidiu cortar todas as relações com a denominação norte-americana devido suas posturas teológicas divergentes e a aceitação da igreja estadunidense do matrimônio entre pessoas do mesmo sexo.
Atualmente a igreja tem parcerias com a Agência Presbiteriana de Missões Transculturais da Igreja Presbiteriana do Brasil para a plantação e revitalização de igrejas no país.

## Doutrina
A IEPRP tem uma doutrina confessional, conservadora, calvinista e evangélica e não admite a Ordenação Feminina. Subscreve os Cânones de Dort, o Catecismo de Heidelberg, Confissão de Fé de Westminster, Segunda Confissão Helvética e o Credo dos Apóstolos.